# Liste der Biografien/Leif
Liste der Biografien |
Portal Biografien |
Personensuche
# |
A |
B |
C |
D |
E |
F |
G |
H |
I |
J |
K |
L |
M |
N |
O |
P |
Q |
R |
S |
T |
U |
V |
W |
X |
Y |
Z |
?
 
La |
Lb |
Lc |
Le |
Lg |
Lh |
Li |
Lj |
Ll |
Lm |
Lo |
Lp |
Lt |
Lu |
Lv |
Lw |
Lx |
Ly |
Lz
 
Lea |
Leb |
Lec |
Led |
Lee |
Lef |
Leg |
Leh |
Lei |
Lej |
Lek |
Lel |
Lem |
Len |
Leo |
Lep |
Leq |
Ler |
Les |
Let |
Leu |
Lev |
Lew |
Lex |
Ley |
Lez
 
Leia |
Leib |
Leic |
Leid |
Leie |
Leif |
Leig |
Leih |
Leij |
Leik |
Leil |
Leim |
Lein |
Leip |
Leir |
Leis |
Leit |
Leiu |
Leiv |
Leiw |
Leix |
Leiz
Die Liste der Biografien führt alle Personen auf, die in der deutschsprachigen Wikipedia einen Artikel haben. Dieses ist eine Teilliste mit 27 Einträgen von Personen, deren Namen mit den Buchstaben „Leif“ beginnt.

## Leif
- Leif Eriksson, Wikinger und erster Europäer in AmerikaLeif Eriksson

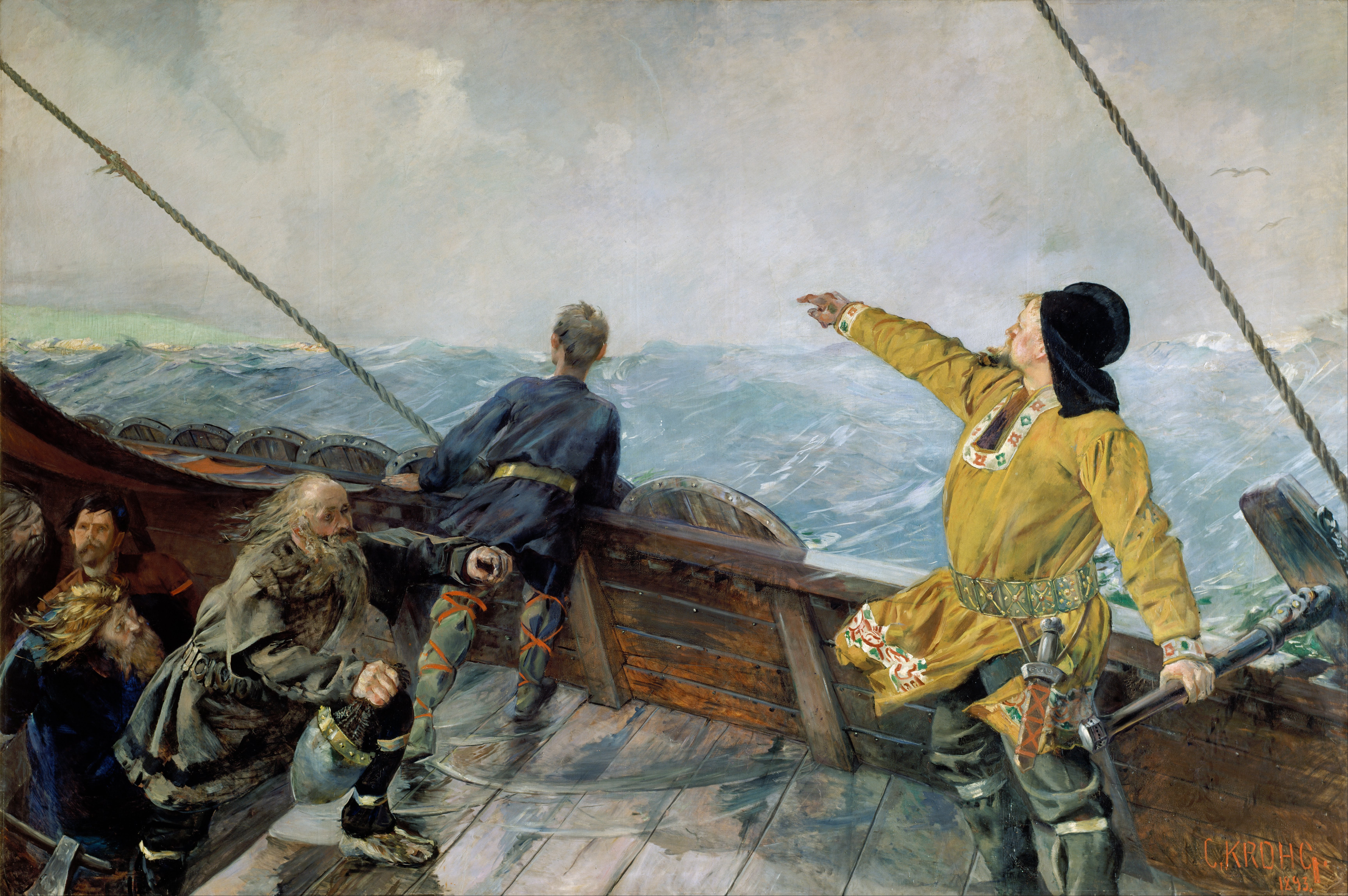
Leif Eriksson

- Leif, Thomas (1959–2017), deutscher Journalist und Sachbuchautor

### Leife
- Leifeld, Andreas († 2006), deutscher Musiker und Videokünstler
- Leifeld, Bernd (* 1949), deutscher Dramaturg, Theaterintendant und Kurator
- Leifeld, Denis (* 1982), deutscher Autor
- Leifeld, Marcus (* 1968), deutscher Historiker
- Leifeld, Uwe (* 1966), deutscher Fußballspieler
- Leifeld, Waleska, deutsche Architektin, Szenenbildnerin und Hochschullehrerin
- Leifels, Stefan (* 1973), deutscher Squashspieler
- Leifer, Horst (1939–2002), deutscher Maler
- Leifer, Paul (* 1937), österreichischer Diplomat
- Leifer, Sibylle (* 1943), deutsche Malerin und Grafikerin
- Leifer, Teddy, britischer Filmproduzent
- Leiferkus, Sergei Petrowitsch (* 1946), russischer Bassist
- Leiferman, Chris (* 1986), US-amerikanischer Triathlet
- Leifermann, Doris (* 1952), deutsche Ruderin
- Leifermann, Henry Peter (1942–2016), US-amerikanischer Journalist und Autor
- Leifermann, Karl (1926–1995), Lehrer und plattdeutscher Musiker
- Leifert, Albert (1936–2016), deutscher Politiker (CDU), MdL
- Leifert, Arnold (1940–2012), deutscher Schriftsteller
- Leifert, Stefan (* 1977), deutscher Journalist

### Leiff
- Leiffheidt, Christa, deutsche Regisseurin und Dramaturgin
- Leiffmann, Moritz (1853–1921), deutscher Privatbankier, Kommunalpolitiker und Schriftsteller

### Leifh
- Leifheit, Günter (1920–2009), deutscher Unternehmer
- Leifheit, Sylvia (* 1975), deutsche Schauspielerin, Moderatorin und Unternehmerin
- Leifhelm, Hans (1891–1947), deutsch-österreichischer Lyriker
- Leifhelm, Sophie (1890–1945), österreichische kommunistische Widerstandskämpferin und Opfer des Naziregimes